# Witalija Anatoljewna Djatschenko
Witalija Anatoljewna Djatschenko (russisch Виталия Анатольевна Дьяченко; * 2. August 1990 in Sotschi, Sowjetunion) ist eine russische Tennisspielerin.

## Karriere
Djatschenko, die im Alter von fünf Jahren mit dem Tennissport begann, bevorzugt für ihr Spiel den Hartplatz. Im April 2007 trat sie erstmals auf dem ITF Women’s Circuit an. Sie gewann auf ITF-Turnieren bereits 22 Einzel- und mit wechselnden Partnerinnen 13 Doppeltitel.
Am 17. September 2011 feierte sie beim WTA-Turnier in Taschkent an der Seite von Eleni Daniilidou aus Griechenland ihren bislang einzigen Doppeltitel auf der WTA Tour. Mit Siegen bei den Challenger-Turnieren WTA Ladies Open 2014 in Taipeh und dort erneut im November 2019 sicherte sich Djatschenko ihre bisherigen zwei Finalerfolge in Einzelwettbewerben der WTA.
Im Februar 2015 hatte sie ihr Debüt in der russischen Fed-Cup-Mannschaft. Ihre Doppelpartie gegen Polen, die sie in zwei glatten Sätzen gewann, war ihr bislang einziger Einsatz.
Nach ihrer Erstrundenpartie der US Open gegen Serena Williams im August 2015, die sie im zweiten Satz aufgeben musste, hat Djatschenko auf der Damentour bis Mai 2016 kein Match bestritten. Sie gab ihr Comeback beim $25.000-Turnier im tunesischen La Marsa und gewann dort an der Seite von Galina Woskobojewa ihren 13. ITF-Doppeltitel.
Im Juni 2018 erreichte sie in Wimbledon erstmals die dritte Runde eines Grand Slam Turniers. In der ersten Runde hatte sie die an 24 gesetzte Marija Scharapowa mit 6:73, 7:63, 6:4 besiegt.

## Turniersiege

### Einzel
| Nr. | Datum              | Turnier             | Kategorie      | Belag             | Finalgegnerin              | Ergebnis              |
| --- | ------------------ | ------------------- | -------------- | ----------------- | -------------------------- | --------------------- |
| 1.  | 11. November 2007  | Redbridge           | ITF $10.000    | Hartplatz (Halle) | Iveta Gerlová              | 6:4, 6:0, 7:65        |
| 2.  | 21. Dezember 2008  | Dubai               | ITF $75.000    | Hartplatz         | Urszula Radwańska          | 7:5, 2:6, 7:5         |
| 3.  | 29. Mai 2009       | Moskau              | ITF $25.000    | Hartplatz (Halle) | Wesna Manassijewa          | 2:6, 6:3, 4:1 Aufgabe |
| 4.  | 18. Juli 2010      | Darmstadt           | ITF $25.000    | Sand              | Julia Schruff              | 6:4, 5:7, 6:4         |
| 5.  | 29. Juli 2011      | Astana              | ITF $100.000   | Hartplatz         | Oqgul Omonmurodova         | 6:4, 6:1              |
| 6.  | 21. Dezember 2013  | Ankara              | ITF $50.000    | Hartplatz (Halle) | Marta Sirotkina            | 6:73, 6:4, 6:4        |
| 7.  | 10. März 2014      | Scharm asch-Schaich | ITF $10.000    | Hartplatz         | Naomi Broady               | 3:6, 6:4, 6:1         |
| 8.  | 27. Juli 2014      | Astana              | ITF $100.000   | Hartplatz         | Çağla Büyükakçay           | 6:4, 3:6, 6:2         |
| 9.  | 8. September 2014  | Moskau              | ITF $25.000    | Sand              | Jewgenija Rodina           | 6:3, 6:1              |
| 10. | 3. November 2014   | Taipeh              | WTA Challenger | Teppich (Halle)   | Chan Yung-jan              | 1:6, 6:2, 6:4         |
| 11. | 14. Juni 2015      | Surbiton            | ITF $50.000    | Rasen             | Naomi Ōsaka                | 7:65, 6:0             |
| 12. | 12. August 2017    | Chiswick            | ITF $25.000    | Hartplatz         | Viktória Kužmová           | 6:3, 6:4              |
| 13. | 28. Oktober 2017   | Istanbul            | ITF $25.000    | Hartplatz         | Jaqueline Cristian         | 6:3, 6:1              |
| 14. | 11. August 2018    | Chiswick            | ITF $25.000    | Hartplatz         | Valentini Grammatikopoulou | 6:1, 7:5              |
| 15. | 10. Februar 2019   | Grenoble            | ITF $25.000    | Hartplatz (Halle) | Harmony Tan                | 6:1, 6:4              |
| 16. | 16. Februar 2019   | Shrewsbury          | ITF $60.000    | Hartplatz (Halle) | Yanina Wickmayer           | 5:7, 6:1, 6:4         |
| 17. | 30. März 2019      | Croissy-Beaubourg   | ITF $60.000    | Hartplatz (Halle) | Robin Anderson             | 6:2, 6:3              |
| 18. | 7. April 2019      | Bolton              | ITF $25.000    | Hartplatz (Halle) | Jodie Burrage              | 6:2, 6:2              |
| 19. | 14. April 2019     | Istanbul            | ITF $60.000    | Hartplatz         | Ankita Raina               | 6:4, 6:0              |
| 20. | 1. September 2019  | Pensa               | ITF $25.000    | Hartplatz         | Kamilla Rachimowa          | 6:4, 6:1              |
| 21. | 17. November 2019  | Taipeh              | WTA Challenger | Teppich (Halle)   | Tímea Babos                | 6:3, 6:2              |
| 22. | 12. Dezember 2021  | Angers              | WTA Challenger | Hartplatz (Halle) | Zhang Shuai                | 6:0, 6:4              |
| 23. | 27. Februar 2022   | Mâcon               | ITF W25        | Hartplatz (Halle) | Cristiana Ferrando         | 6:4, 6:3              |
| 24. | 11. September 2022 | Santarém            | ITF W25        | Hartplatz         | Isabella Kruger            | 6:3, 6:2              |
| 25. | 13. Juli 2025      | Corroios-Seixal     | ITF W50        | Hartplatz         | Aoi Itō                    | 6:2, 6:3              |

### Doppel
| Nr. | Datum              | Turnier          | Kategorie         | Belag             | Partnerin               | Finalgegnerinnen                         | Ergebnis          |
| --- | ------------------ | ---------------- | ----------------- | ----------------- | ----------------------- | ---------------------------------------- | ----------------- |
| 1.  | 9. August 2008     | Moskau           | ITF $75.000       | Sand              | Marija Kondratjewa      | Weronika Kapschaj Irina Kuzmina          | 6:0, 6:4          |
| 2.  | 23. August 2008    | Moskau           | ITF $25.000       | Sand              | Jewgenija Paschkowa     | Tadeja Majerič Natalia Ryzhonkova        | 6:0, 6:1          |
| 3.  | 28. März 2009      | Moskau           | ITF $25.000       | Hartplatz         | Kazjaryna Dsehalewitsch | Ljudmyla Kitschenok Nadija Kitschenok    | 6:1, 6:1          |
| 4.  | 17. April 2010     | Johannesburg     | ITF $100.000      | Hartplatz         | Irini Georgatou         | Marina Erakovic Tamarine Tanasugarn      | 6:3, 5:7, [16:14] |
| 5.  | 17. Juli 2010      | Darmstadt        | ITF $25.000       | Sand              | Laura Siegemund         | Irina-Camelia Begu Erika Sema            | 4:6, 6:1, [10:4]  |
| 6.  | 25. September 2010 | Shrewsbury       | ITF $75.000       | Hartplatz (Halle) | Irena Pavlovic          | Claire Feuerstein Wesna Manassijewa      | 4:6, 6:4, [10:6]  |
| 7.  | 3. Oktober 2010    | Athen            | ITF $50.000       | Hartplatz         | İpek Şenoğlu            | Eleni Daniilidou Petra Martić            | ohne Spiel        |
| 8.  | 30. Juli 2011      | Astana           | ITF $100.000      | Hartplatz         | Galina Woskobojewa      | Oqgul Omonmurodova Alexandra Panowa      | 6:3, 6:4          |
| 9.  | 17. September 2011 | Taschkent        | WTA International | Hartplatz         | Eleni Daniilidou        | Ljudmyla Kitschenok Nadija Kitschenok    | 6:4, 6:3          |
| 10. | 15. November 2013  | Dubai            | ITF $75.000       | Hartplatz         | Olha Sawtschuk          | Ljudmyla Kitschenok Nadija Kitschenok    | 7:5, 6:1          |
| 11. | 26. Juli 2014      | Astana           | ITF $100.000      | Hartplatz         | Margarita Gasparjan     | Michaela Boev Anna-Lena Friedsam         | 6:4, 6:1          |
| 12. | 22. August 2014    | Sankt Petersburg | ITF $25.000       | Sand              | Ilona Kramen            | Natela Dsalamidse Anastassija Piwowarowa | 6:1, 6:3          |
| 13. | 16. November 2014  | Dubai            | ITF $75.000       | Hartplatz         | Alexandra Panowa        | Ljudmyla Kitschenok Olha Sawtschuk       | 3:6, 6:2, [10:4]  |
| 14. | 14. Mai 2016       | La Marsa         | ITF $25.000       | Sand              | Galina Woskobojewa      | Wiktorija Kan Sabina Sharipova           | 6:3, 1:6, [12:10] |

## Abschneiden bei Grand-Slam-Turnieren

### Einzel
| Turnier         | 2009 | 2010 | 2011 | 2012 | 2013 | 2014 | 2015 | 2016 | 2017 | 2018 | 2019 | 2020 | 2021 | 2022 | 2023 | 2024 | Karriere |
| --------------- | ---- | ---- | ---- | ---- | ---- | ---- | ---- | ---- | ---- | ---- | ---- | ---- | ---- | ---- | ---- | ---- | -------- |
| Australian Open | —    | —    | Q2   | —    | —    | —    | 1    | —    | —    | —    | Q2   | 1    | —    | —    | Q1   | —    | 1        |
| French Open     | 2    | Q3   | Q3   | —    | —    | —    | 2    | 1    | —    | Q2   | 1    | 1    | Q1   | Q1   | —    | —    | 2        |
| Wimbledon       | Q2   | Q2   | 1    | Q1   | —    | Q1   | 1    | —    | —    | 3    | 1    |      | 1    | —    | —    | Q1   | 3        |
| US Open         | Q2   | Q2   | 1    | —    | —    | —    | 1    | 1    | —    | Q1   | —    | —    | Q2   | Q2   | —    | —    | 1        |

Zeichenerklärung: S = Turniersieg; F, HF, VF, AF = Einzug ins Finale / Halbfinale / Viertelfinale / Achtelfinale; 1, 2, 3 = Ausscheiden in der 1. / 2. / 3. Hauptrunde; Q1, Q2, Q3 = Ausscheiden in der 1. / 2. / 3. Qualifikationsrunde; nicht ausgetragen

### Doppel
| Turnier         | 2010 | 2011 | 2012 | 2013 | 2014 | 2015 | 2016 | 2017 | 2018 | 2019 | 2020 | 2021 | Karriere |
| --------------- | ---- | ---- | ---- | ---- | ---- | ---- | ---- | ---- | ---- | ---- | ---- | ---- | -------- |
| Australian Open | —    | 1    | —    | —    | —    | 2    | —    | —    | —    | —    | —    | —    | 2        |
| French Open     | —    | 1    | —    | —    | —    | —    | 2    | —    | —    | 2    | —    | —    | 2        |
| Wimbledon       | —    | 1    | 2    | —    | —    | —    | —    | —    | —    | 1    |      | 1    | 2        |
| US Open         | 2    | 2    | —    | —    | —    | —    | —    | —    | 2    | —    | —    | —    | 2        |